# Tour de Suisse 1938
Die 6. Tour de Suisse fand vom 6. bis 14. August 1938 statt. Die Radrundfahrt wurde in acht Etappen über eine Distanz von 1683 Kilometern ausgetragen.
Gesamtsieger wurde der Italiener Giovanni Valetti, der im selben Jahr auch schon den Giro d’Italia gewonnen hatte. Diese Rundfahrt war die erste Austragung, die nicht – wie die vorherigen – in Zürich startete und endete, sondern Bern war Start und Ziel. Es starteten 70 Fahrer, von denen 40 das Ziel erreichten.

## Etappen
| Etappe    | Tag        | Start – Ziel        | km    | Etappensieger     | Gesamtwertung     |
| --------- | ---------- | ------------------- | ----- | ----------------- | ----------------- |
| 1. Etappe | 6. August  | Bern – Schaffhausen | 270,3 | Arsène Mersch     | Arsène Mersch     |
| 2. Etappe | 7. August  | Schaffhausen – Chur | 227   | Hans Martin       | Arsène Mersch     |
| 3. Etappe | 8. August  | Chur – Bellinzona   | 127   | Giovanni Valetti  | Severino Canavesi |
| 4. Etappe | 9. August  | Bellinzona – Siders | 198,1 | Giovanni Valetti  | Giovanni Valetti  |
| 5. Etappe | 11. August | Siders – Freiburg   | 186,6 | Robert Zimmermann | Giovanni Valetti  |
| 6. Etappe | 12. August | Freiburg – Genf     | 183,3 | Frans Demondt     | Giovanni Valetti  |
| 7. Etappe | 13. August | Genf – Biel         | 219,1 | François Neuens   | Giovanni Valetti  |
| 8. Etappe | 14. August | Biel – Bern         | 272   | Theo Perret       | Giovanni Valetti  |